# Рибкін Андрій Петрович
Андрій Петрович Рибкін (рос. Андрей Петрович Рыбкин; 25 травня 1920, Яковщина — 21 листопада 1987) — радянський офіцер, Герой Радянського Союзу.

## Біографія
Народився 22 травня 1920 року на хуторі Яковщині під Лубнами в сім'ї залізничника. Росіянин. Закінчив сім класів Тернівщинської середньої школи. Працював на залізничній станції в Лубнах.
У 1938 році призваний до лав Червоної Армії. У 1939 році закінчив Орджонікідзевське піхотне училище. У боях німецько-радянської війни з серпня 1942 року. Воював на Південно-Західному, Північно-Кавказькому, Степовому та 1-му Білоруському фронтах. Був чотири рази поранений.
14–16 січня 1945 року в боях на річці Віслі і форсуванні річки Пилиці в районі міста Варки (Польща) командир батальйону 286-го гвардійського стрілецького полку (94-а гвардійська стрілецька дивізія, 5-а ударна армія, 1-й Білоруський фронт) гвардії капітан Рибкін вміло керував батальйоном. Батальйон прорвав оборону противника, знищивши близько 300 гітлерівці, захопив 16 гармат, 6 мінометів.
Указом Президії Верховної Ради СРСР від 27 лютого 1945 року за мужність і відвагу, проявлені при форсуванні річки Пилиці і утриманні плацдарму гвардії капітану Андрію Петровичу Рибкіну присвоєно звання Героя Радянського Союзу з врученням ордена Леніна і медалі «Золота Зірка» (№ 5 662).
Після закінчення війни продовжував службу в армії. Член ВКП(б) з 1947 року. З 1954 року підполковник А. П. Рибкін в запасі. Працював старшим інженером в трамвайно-тролейбусному управлінні. Потім проректором Київського торгово-економічного інституту. Жив у Києві. Помер 21 листопада 1987 року. Похований в Києві на Байковому кладовищі.

## Нагороди
Нагороджений орденом Леніна, орденом Червоного Прапора, орденами Вітчизняної війни 1-го і 2-го ступеня, двома орденами Червоної Зірки, медалями.